# Charlie Daniels (Fußballspieler)
Charles John „Charlie“ Daniels (* 7. September 1986 in Harlow) ist ein ehemaliger englischer Fußballspieler. Der Abwehrspieler war seit seiner Verpflichtung in der Saison 2011/12 bis August 2020 ein wichtiger Faktor des AFC Bournemouth auf dem Weg hinauf von der Drittklassigkeit bis in die Premier League. Seit Januar 2021 spielt er beim FC Portsmouth in der dritten englischen Liga.

## Karriere
Der Linksverteidiger entstammte der Jugendarbeit von Tottenham Hotspur. Seinen ersten Profivertrag unterzeichnete er bei den „Spurs“ im Jahr 2005. Eine Bewährungschance in der ersten Mannschaft erhielt er in den folgenden Jahren jedoch nie; stattdessen sammelte er bei drei Drittligisten etwas Spielpraxis. Während er beim FC Chesterfield ab Mitte März 2007 nur einen Monat verbrachte und sich auch beim FC Gillingham ab August 2008 geringfügig länger aufhielt (zwei Monate), war sein Engagement bei dem ebenfalls in London beheimateten Klub Leyton Orient für die gesamte Saison 2007/08 ausgelegt. Dorthin ließen ihn die Spurs dann auch im Januar 2009 ablösefrei ziehen, nachdem er dort einen guten Eindruck hinterlassen hatte und die „Spurs“ keine Veranlassung zu einer Weiterbeschäftigung sahen.
In den folgenden knapp drei Jahren war Daniels für „Orient“ eine feste Größe. Er absolvierte 117 Drittligaspiele, bevor er im November 2011 zum Konkurrenten AFC Bournemouth wechselte. Der Transfer fand außerhalb des zulässigen Wechselperiode statt, so dass die Zeit bis Januar 2012 „auf dem Papier“ als Leihgeschäft deklariert wurde. Die Ablösesumme betrug Presseberichten zufolge 200.000 Pfund. Daniels wurde zu einem Schlüsselspieler auf der rechten Abwehrseite in einer Mannschaft, der zunächst in der Saison 2012/13 der Aufstieg in die zweite Liga gelang und zwei Jahre später der Durchmarsch in die Premier League als Zweitligameister folgte.
In den ersten drei Premier-League-Jahren blieb Daniels im Team von Trainer Eddie Howe Stammspieler und er konnte sich gegen wechselnde Konkurrenz auf seiner Position behaupten. Zwischendurch unterzeichnete er im September 2017 eine Vertragsverlängerung bis Sommer 2020. Im Dezember 2018 absolvierte er gegen die Wolverhampton Wanderers sein 250. Pflichtspiel für Bournemouth. Insgesamt absolvierte er 24 Pflichtspiele in der Saison 2018/19, aber eine Verletzung an der linken Kniescheibe im Training sorgte für ein vorzeitiges Ende im April 2019. Er kehrte zu Beginn der folgenden Spielzeit 2019/20 zurück, aber bereits bei seinem zweiten Auftritt gegen Manchester City zog er sich eine derart heftige Verletzung an der rechten Patellasehne zu, dass die verantwortlichen Ärzte nach einer anschließenden Operation den Ausfall für den kompletten Rest der Saison prognostizierten.
Daraufhin wurde sein Vertrag nach Ablauf der Saison aufgelöst und Daniels war kurze Zeit vereinslos. Zweieinhalb Monate darauf wurde er von Shrewsbury Town aus der League One fest verpflichtet. Für seinen neuen Verein debütierte er am 24. Oktober 2020 (8. Spieltag) in der Startelf gegen den AFC Rochdale. Bei einem 1:0-Auswärtssieg beim Tabellenführer Hull City schoss Daniels das Siegtor und somit sein erstes Tor für den Verein. Bis zum Januar 2021 wurde er in 14 Ligaspielen eingesetzt, schoss dieses eine Tor und bereitete zwei Treffer vor.
Ende Januar wechselte Daniels zum Ligakonkurrenten FC Portsmouth. Am 26. Januar 2021 (26. Spieltag) wurde er gegen Lincoln City kurz vor Spielende eingewechselt und debütierte somit für seinen neuen Arbeitgeber. Am 41. Spieltag schoss er auch sein erstes Tor für die Mannschaft, als er bei der 1:2-Niederlage gegen Burton Albion den einzigen Treffer der Mannschaft erzielte.

## Titel/Auszeichnungen
- PFA Team of the Year (1): Saison 2012/13